# Delia lavata
Delia lavata är en tvåvingeart som först beskrevs av Karl Henrik Boheman 1864.  Delia lavata ingår i släktet Delia och familjen blomsterflugor. Arten är reproducerande i Sverige. Inga underarter finns listade i Catalogue of Life.